# Молдавско-украинская граница
Молдавско-украинская граница — официальная граница территорий Украины и Республики Молдова протяжённостью 939 км.

## История
Граница между Румынией и Советским Союзом существовала до 1940 года: тогда в составе УССР была Молдавская Автономная Советская Социалистическая Республика площадью 52710 км². С 28 июня по 3 июля 1940 было осуществлено присоединение Бессарабии и Северной Буковины к СССР, и руководство СССР решило выделить из состава УССР Молдавскую АССР и сделать её уже отдельной республикой в самом составе Союза. К СССР отошли земли площадью 28250 км², куда входили крупные города Рени, Измаил, Килия и Аккерман (часть присоединена к УССР). Небольшая часть на востоке и юге отошли к новообразованной Молдовы.
С июля 1941 года по 20 августа 1944 эти территории были фактически под контролем Румынии, союзницы нацистской Германии. После Ясско-Кишинёвской операции и освобождения Молдовы советский контроль был восстановлен. Текущее состояние было утверждено после территориального обмена между Молдовой и Украиной, что немного увеличило площадь Молдовы на севере и юге (текущая — 33843 км²). Тем не менее некоторые вопросы между Молдовой и Украиной в плане границы ещё не решены из-за наличия множества зигзагов, разрезающих железные дороги, проходящие через границу.
Современная государственная граница между Республикой Молдова и Украиной существует с момента распада СССР, когда Молдавская ССР и Украинская ССР стали отдельными государствами.

## Характеристика
В северной части молдавско-украинской границы находится наиболее её удалённый участок, на своеобразном «треугольнике» высотой 4 км — это село Мамалыга, стоящее на реке Прут, где находится и одноимённый КПП. Оттуда следует наземный маршрут к руслу Днестра, дважды пересекающий границу. Этот маршрут разделяет и румыноговорящую часть Одесской области Украины, и Молдову, и непризнанную Приднестровскую Молдавскую Республику. Маршрут идёт вдоль Прута с запада на восток, затем сворачивает на северо-запад, а потом на юго-запад, образуя своеобразный треугольник, удалённый на 340 м от слияния Прута с Днестром.
В 1992 году этот треугольник фактически оказался в 230 м к западу от границы и в 1577 м вниз по течению от слияния Прута. Участок площадью 4,72 км² носит название «Рипа из Мындрешти», который принадлежит де-юре городу Рени Одесской области, а де-факто — молдавскому городу Джурджулешть.

## Проблемы
Принцип устойчивости границы, выработанный ещё Эммануэлем де Мартонном, в отношении молдавско-украинской не действует до сих пор, несмотря на утверждение основного вида границы ещё во времена СССР. Она семь раз пересекает железную дорогу Черновцы — Могилёв-Подольский, два раза — автомобильную дорогу Одесса — Рени. Также у Молдовы нет выхода к Чёрному морю (максимальная приближённость страны составляет 850 м на границе), а из акватории Дуная ей принадлежит всего 340 м. Для сравнения — в 1918 году у Молдавской Демократической Республики было 135 км морского побережья и 50 км побережья на Дунае.
Это привело к образованию значительных транспортных проблем и трудностей в плане материально-технического обеспечения, вылившись в ряд территориальных споров. В 1997 году был предложен вариант об изменении границы около городов Паланка и Рени, которые реализовали в 2011 году. Украине отошла часть шоссе Одесса — Рени, а Молдове — часть побережья Дуная, где был построен первый молдавский порт.

## Галерея

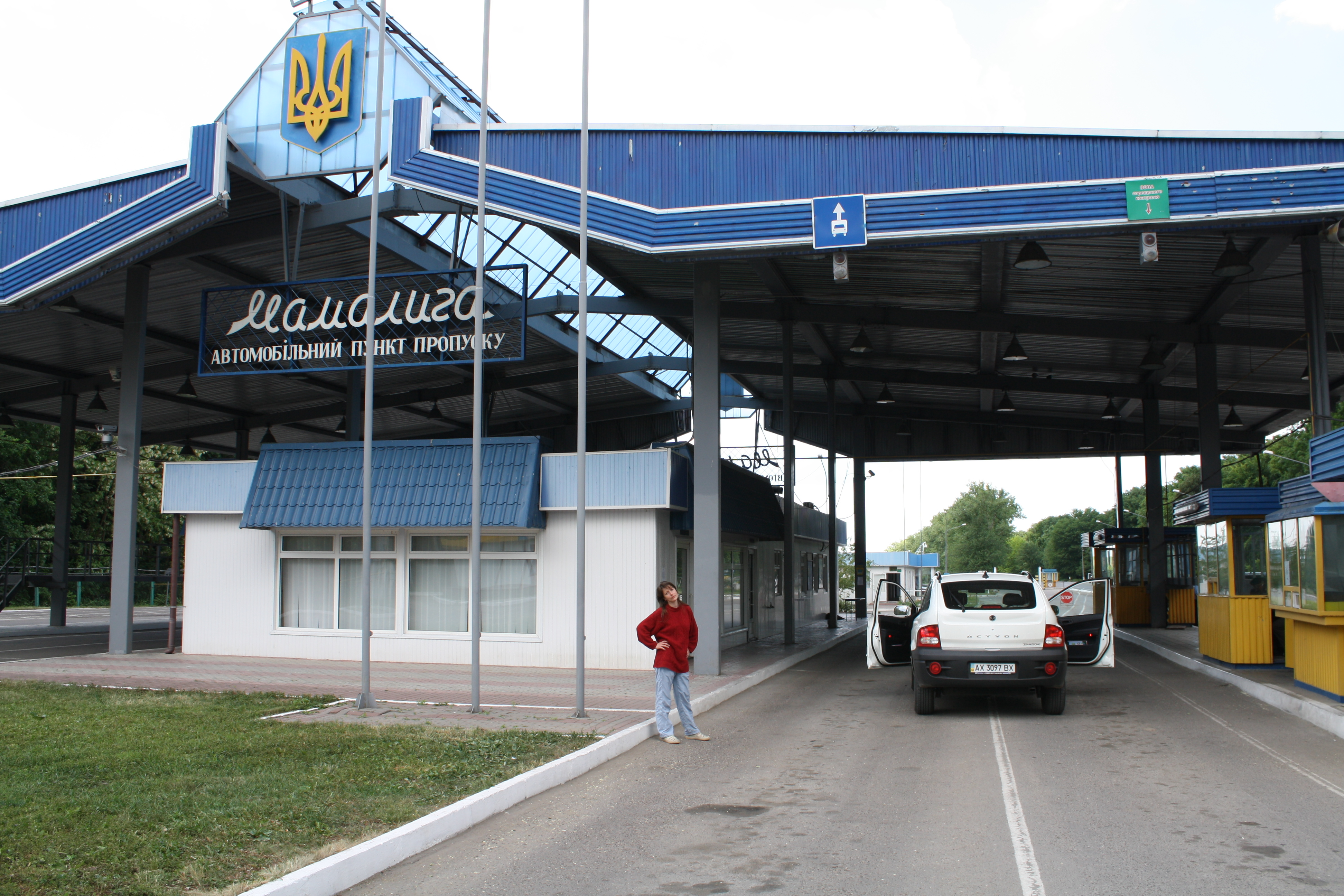
КПП Мамалыга
Карта Молдовы и Приднестровья

## Пограничные регионы
Регионы Молдовы, граничащие с Украиной:
- Бричанский район
- Окницкий район
- Дондюшанский район
- Флорештский район
- Приднестровье — территория де-факто находится под контролем непризнанного государства Приднестровская Молдавская Республика.
- Дубоссарский район
- Штефан-Водский район
- Каушанский район
- Чимишлийский район
- Бессарабский район
- Гагаузия
- Тараклийский район
- Кагульский район

 Регионы Украины, граничащие с Молдовой:
- Черновицкая область
- Винницкая область
- Одесская область